# Campagne de Jiangqiao
Invasion japonaise de la Mandchourie
Batailles
Invasion japonaise de la Mandchourie
- Mukden
- Jiangqiao
- Pont de la rivière Nen
- Jinzhou
- Harbin
- Pacification du Mandchoukouo
- Rehe
- Grande Muraille
- Mongolie-intérieure (Suiyuan)

La campagne de Jiangqiao est une série de batailles et d'escarmouches qui se déroule après l'incident de Mukden, durant l'invasion japonaise de la Mandchourie par l'empire du Japon en 1931.

## Contexte
Après l'incident de Mukden, l'armée japonaise du Guandong envahie rapidement les provinces du Liaoning et du Kirin, occupant les villes principales et prenant le contrôle des voies ferrées. À ce moment, le gouverneur du Heilongjiang, Wan Fulin, est parti à Pékin sans avoir au préalable nommé un remplaçant. Zhang Xueliang télégraphie au gouvernement du Kuomintang à Nankin pour demander des instructions, puis nomme le général Ma Zhanshan comme gouverneur et commandant-en-chef de l'armée du Heilongjiang le 16 octobre 1931.
Ma Zhanshan arrive à la capitale provinciale Tsitsihar le 19 octobre et prend son nouveau poste le lendemain. Il réunit ses chefs militaires et inspecte personnellement les défenses tout en affrontant des personnalités intérieures appelant à la reddition en disant : « J'ai été nommé gouverneur de la province, j'ai la responsabilité de défendre la province et je n'ai jamais été un général qui se rend ».

## Résistance au pont de la rivière Nen
En novembre 1931, Ma Zhanshan choisit de désobéir à l'interdiction du Kuomintang de résister à l'invasion japonaise et tente d'empêcher les Japonais de pénétrer au Heilongjiang en défendant un pont ferroviaire stratégique au-dessus de la rivière Nen près de Jiangqiao. Ce pont avait été dynamité plus tôt par les forces de Ma durant le combat contre les forces collaborationnistes pro-japonaises du général Zhang Haipeng.
Une équipe de réparation, escortée par 800 soldats japonais, se rend sur place le 4 novembre 1931, mais des combats éclatent bientôt avec une troupe de 2 500 Chinois basée à proximité. Chaque camp accuse l'autre d'avoir ouvert le feu sans provocation ultérieure. L'escarmouche continue pendant trois heures, jusqu'à ce que les Japonais forcent les troupes de Ma à se replier à Tsitsihar.
Plus tard, Ma Zhanshan retourne sur place avec une force plus importante. Le général japonais, Shogo Hasebe, se trouve pris entre la rivière sur sa gauche, et le chemin de fer sur sa droite. Les marécages rendent cependant imprenable le côté gauche des Japonais, forçant Ma à concentrer sa cavalerie sur le flanc droit. Bien qu'ayant déloger les positions avancées des Japonais, Ma échoue à reprendre le pont, que les Japonais continuent à réparer. Ma est ensuite forcé de se replier face aux chars et à l'artillerie japonaises.
Ma devient un héros national pour sa résistance aux Japonais et son acte est rapporté par les journaux chinois et étrangers. Son exemple inspire beaucoup de Chinois à s'engager dans les armées de volontaires anti-japonaises.

## Bataille de Qiqihar
Le 15 novembre 1931, malgré la perte de 400 hommes et de 300 blessés depuis le 5 novembre, Ma refuse l'ultimatum japonais de donner Tsitsihar. Le 17 novembre, alors que la température est en dessous de zéro, 3 500 soldats japonais, dirigés par le général Jirō Tamon, attaquent Tsitsihar et sa garnison de 8 000 hommes dans les hauteurs de San-chien-fang au sud de Tangchi.
La cavalerie japonaise charge la ligne de front chinoise pour effectuer une percée dans laquelle l'infanterie s'engouffre. Le flanc droit de Ma résiste et la cavalerie chinoise essaie d'encercler le flanc droit des Japonais mais est stoppée par l'artillerie japonaise et les bombardements aériens. La supériorité de puissance de feu des Japonais leur permet de tourner la bataille à leur avantage. Les unités chinoises sont brisées et se dispersent à travers les steppes gelées.
Le 18 novembre, Ma évacue Tsitsihar. Le 19, il mène ses troupes vers l'est pour défendre Baiquan et Hailun. Ses forces ont subi de lourdes pertes et sont maintenant beaucoup plus réduites. Néanmoins, dès que Ma est forcé de se retirer de la vallée de la rivière Nen, il s'arrange pour regrouper ses forces et maintenir leur moral. Les troupes japonaises tentent de mettre la pression sur les hommes de Ma qui souffrent beaucoup du froid.
Au même moment, les Japonais commencent leur occupation de Tsitsihar, et sécurisent leur contrôle de trois capitales provinciales de Mandchourie. À Mukden et au Jilin, ils ont déjà établi des gouvernements chinois collaborationnistes. À Tsitsihar, ils établissent un autre gouvernement pro-Japonais dirigé par le général Zhang Jinghui. Il sécurisent également leur contrôle de la section centrale du chemin de fer de l'Est chinois, mais la section orientale reste sous le contrôle du général Ting Chao basé à Harbin.